# Голубиње (локалитет)
Голубиње је археолошки локалитет кастела Columbina, који се налазио на десној обали Дунава, на ушћу Голубињске реке, испод планине Мироч.
Археолошким истраживањима констатовани су трагови римских зидова, који су старији истраживачи сматрали кастелом (вероватне димензије 50x50m), али је неколико километара даље, у засеоку Мало Голубиње, откривен касноантички и рановизантијски кастел правоугаоне основе са кружним кулама на угловима. На основу нађених археолошких предмета, сматра се да је ово утврђење настало крајем 3. или почетком 4. века. Године 441—443. уништили су га Хуни, а обновљено је у 6. веку. Од кастела у Голубињу полазио је римски пут који је преко Мироча водио у велики каструм и насеље Gerulatis (данас село Мироч), а затим даље ка Egeti (данас Брза Паланка). Могуће је да је кастел у Голубињу припадао раноцарском периоду. 
Оба налазишта потопљена су акумулацијом. 